# Георг Генсвайн
Отец Проф. Д-р Георг Генсвайн (на немски: Georg Gänswein) е немски римокатолически духовник и богослов. През 2000 г. получава от папа Йоан Павел II титлата капелан на Негово Светейшество (пралат). Изпълнява длъжността личен секретар на папа Бенедикт XVI.

## Биография
Роден е на 30 юли 1956 г. в Ридерн ам Валд в Германия. Следва католическо богословие във Фрайбург и е ръкоположен за свещеник през 1984 г. Две години по-късно, започал да пише докторска дисертация по църковно право в Мюнхен, докторската степен получава през 1993 г. През 1994 г. архиепископ Оскар Саиер, митрополит на Фрайбург, го назначава за викарий на фрайбургската архикатедрала.
През 1995 г. по покана на кардинал Антонио Мария Хавиере Ортас SDB, започва работа в поверената му Конгрегация за Божествения култ и дисциплината на Тайнствата. През 1996 г. започва работа в Конгрегацията за доктрината на вярата. Става професор в Папския Университет на Опус Деи „Свети Кръст“ в Рим, където преподава църковно право.
През 2000 г. става личен секретар на епископ Йозеф Клеменс, секретар на Папския съвет за миряните. През 2003 г. става секретар на кардинал Йозеф Рацингер, председател на Конгрегацията за доктрината на вярата. След конклава през 2005 г. и избора на кардинал Рацингер за папа, остава личен секретар на папата.
В свободното си време се занимава с тенис и обича да лети със самолет.
1. ↑  ganswein //   Посетен на 15 октомври 2020 г.